# Перебийніс Максим Вікторович
Максим Вікторович Перебийніс (нар. 11 грудня 1974, м. Київ) — український лікар-анестезіолог, завідувач відділення анестезіології та інтенсивної терапії в медичному центрі «Борис». Народний депутат України 9-го скликання.

## Життєпис
Максим народився 11 грудня 1974 року в м. Київ.
Після 8 класу вступив до медичного училища № 2. де навчався протягом 1992—1998 років.
Навчався у Дніпропетровському медичному інституті протягом 1993—1994 років, інститут було перейменовано в Дніпровську державну медичну академію.
У 1998—2000 роках навчався на інтернатурі за спеціальністю «Анестезіологія та реанімація» в НМУ ім. Богомольця.
Працював лікарем-анестезіологом відділення анестезіології та інтенсивної терапії КМКЛ № 12 (м. Київ), лікарем-анестезіологом стаціонарного відділення клініки «Борис».
З 2007 р. — завідувач відділення анестезіології та інтенсивної терапії медичного центру «Борис». З 2015 р. (за сумісництвом) — асистент кафедри анестезіології та інтенсивної терапії Національного медичного університету ім. Богомольця. Майже 15 років забезпечує медичне транспортування важких хворих, в тому числі, закордон.
Стажувався у нейрохірургічній клініці Цюріхського університетського госпіталя. Співавтор 4 наукових статей.

## Політична діяльність
Кандидат у народні депутати від партії «Слуга народу» на парламентських виборах 2019 року (виборчий округ № 212, частина Дарницького району м. Києва). На час виборів: завідувач відділення медичного центру ТОВ «Борис», проживає в м. Києві. Безпартійний.
Виконує обов'язки:
- Члена Комітету Верховної Ради з питань здоров'я нації, медичної допомоги та медичного страхування[7].
- Голови підкомітету з питань охорони здоров'я.
- Члена Постійної делегації у Парламентському вимірі Центральноєвропейської ініціативи.